# Château de Mercœur (Allanche)
Pour les articles homonymes, voir Château de Mercœur.
Le château de Mercœur est un château situé sur la commune d'Allanche, dans le département français du Cantal en région Auvergne-Rhône-Alpes.

## Localisation
Le château se trouve à Maillargues, dans la commune d'Allanche, département du Cantal, en région Auvergne-Rhône-Alpes.

## Description
Le bâtiment, datant du XVe siècle, présente une façade à deux étages avec un escalier en pierre le long de sa partie inférieure. Un premier palier donne accès à l'intérieur par une porte gothique moulurée et un linteau en accolade. Une seconde volée d'escalier, ajoutée plus tard, relie le bâtiment à une structure perpendiculaire. Les pièces sont éclairées par deux grandes fenêtres à meneaux. Trois mâchicoulis, dont un d'angle soutenu par des corbeaux biais, défendent les accès inférieurs sous la toiture. Une cheminée constituée de deux massifs de maçonnerie superposés émerge du pignon gauche. À l'intérieur, deux cheminées sont constituées d'une grande pierre reposant sur deux jambages. Un écusson ovale, en relief, est situé au centre, orné de trois étoiles et d'un quartier de lune couché.

## Protection
La façade et la toiture sont inscrites au titre des monuments historiques par arrêté du 16 septembre 1949.